# Бісковицька сільська рада
Бісковицька сільська рада — орган місцевого самоврядування у Самбірському районі Львівської області. Адміністративний центр — село Бісковичі.

## Загальні відомості
Бісковицька сільська рада утворенна в 1944 року. Населення — 2563 осіб..
Територією ради протікає річка Стрв'яж.

## Населені пункти
Сільраді підпорядковані 3 населені пункти.
| № | Назва населеного пункту | Населення | Площа, км² | Густота населення | Дата заснування |
| - | ----------------------- | --------- | ---------- | ----------------- | --------------- |
| 1 | с. Бісковичі            | 2413      | 11,54      | 209,1             | 1442            |
| 2 | с. Заріччя              | 122       | 0,203      | 600,99            | 1442            |
| 3 | с. Рудня                | 28        | 0,36       | 77,78             | 1442            |

## Скалад ради
Рада складається з 16 депутатів та голови.

### Керівний склад ради
| ПІБ                           | Основні відомості                                  | Дата обрання | Дата звільнення |
| ----------------------------- | -------------------------------------------------- | ------------ | --------------- |
| Андрущенко Володимир Павлович | Сільський голова, 1957 р.н., член ВО «Батьківщина» | 26.03.2006   | 31.10.2010      |
| Гринда Микола Петрович        | Сільський голова, 1963 р. н., освіта вища          | 31.10.2010   |                 |

Примітка: таблиця складена за даними джерела